# Софія Сеґюр
Софія Федорівна Ростопчина, в шлюбі графиня де Сеґюр (фр. Sophie Rostopchine, comtesse de Ségur; 1 серпня 1799, Санкт-Петербург — 9 лютого 1874, Париж) — французька дитяча письменниця російського походження. Її твори в XIX—XX століттях були дуже популярними, вони продовжують перевидаватися в XXI столітті. Найвідоміший з-поміж них — «Софіїні витівки» (фр. Les Malheurs de Sophie; 1858); роман був адаптований для кіно (1946 і 1979 рр.) і театру (2008), балету (1935), мультсеріалу (1998) і музичної комедії (2011).

## Біографія

### Росія
Третя дитина московського губернатора Ростопчина і графині Катерини Ростопчиної, уродженої Протасової. Хрещена 9 серпня 1799 року в Зимовому палаці; її хрещений — Павло I. Батько Софії впав в немилість при дворі 1801 року і був відправлений на заслання в московський маєток Вороново за 3 тижні до вбивства царя; сім'я перебралася у величезний підмосковний маєток Вороново, де і пройшли дитячі роки майбутньої письменниці. Діти отримували надзвичайно суворе виховання, про що писала в своїх мемуарах сестра Софії Наталія Наришкіна: їм навіть в саму спекотну погоду категорично забороняли пити між трапезами і застосовували тілесні покарання. За часів царювання Олександра I становище Ростопчина ще більше ускладнилося, проте 1809 року імператор, зіткнувшись з політичними труднощами, знову повернув його до двору і 1812 року поставив московським генерал-губернатором. У травні 1812 роки сім'я перебирається в Москву; Софія живе в придбаному батьком палаці на Великій Луб'янці, а також у палаці в Сокольниках. У період французько-російської війни сім'я спочатку ховається в Сергієвому Посаді, а потім в Ярославлі; в листопаді вони повертаються в Москву, потім їдуть в Санкт-Петербург; літо 1815 роки сім'я проводить в Царському Селі. Останньою російською адресою Софії Ростопчиної стає Вороново, звідки в липні 1817 року вона з матір'ю, братами і сестрами виїжджає в Париж (граф Ростопчина, звинувачений в організації великої московської пожежі в 1812 року, був змушений покинути Росію — під приводом лікування на водах).

### Франція
Опинившись в Парижі, Софія поринає у світське життя, має успіх у шанувальників, відвідує салон Софії Свєчіної. 1818 року вона знайомиться з графом Еженом де Сеґюр; їх весілля відбулося в липні наступного року. Тепер вона живе в аристократичному особняку на вулиці Варенн. Переконана католичка, Софія де Сеґюр стає прихожанкою храму Святого Сюльпіса. У квітні 1820 народжується її первісток, Луї-Гастон де Сеґюр. Відносини між подружжям були надзвичайно холодними. Оскільки столичне життя вкрай пригнічує Софію, рік по тому батько набуває для неї садибу Нуетт в Нормандії (36 льє від Парижа), чимось невловимо нагадує Вороново. Федір Васильович Ростопчин повертається в Росію, де і вмирає в січні 1826 року; його донька більше туди ні разу не поверталася. Зате її син Луї-Гастон 1841 року здійснив подорож на землю предків, побував в Вороново і привіз звідти ряд цікавих замальовок. Велика частина її життя у Франції пройшла в Нуетт, проте 1872 року Софія Федорівна несподівано продала садибу і останні роки життя провела в замку Кермадіо (château de Kermadio), що належав зятю Арману Френо і доньці Генрієтті, — в Бретані, департамент Морбіан. Похована по сусідству з замком, на міському кладовищі Плюнере. Над її могилою встановлена статуя Діви Марії. Разом з нею похований Луї-Гастон де Сеґюр (fr: Louis-Gaston de Ségur) і дочка Генрієтта (1829—1908). На честь письменниці названі вулиці в кількох французьких містах, алея в паризькому парку Монсо.

## Творчість

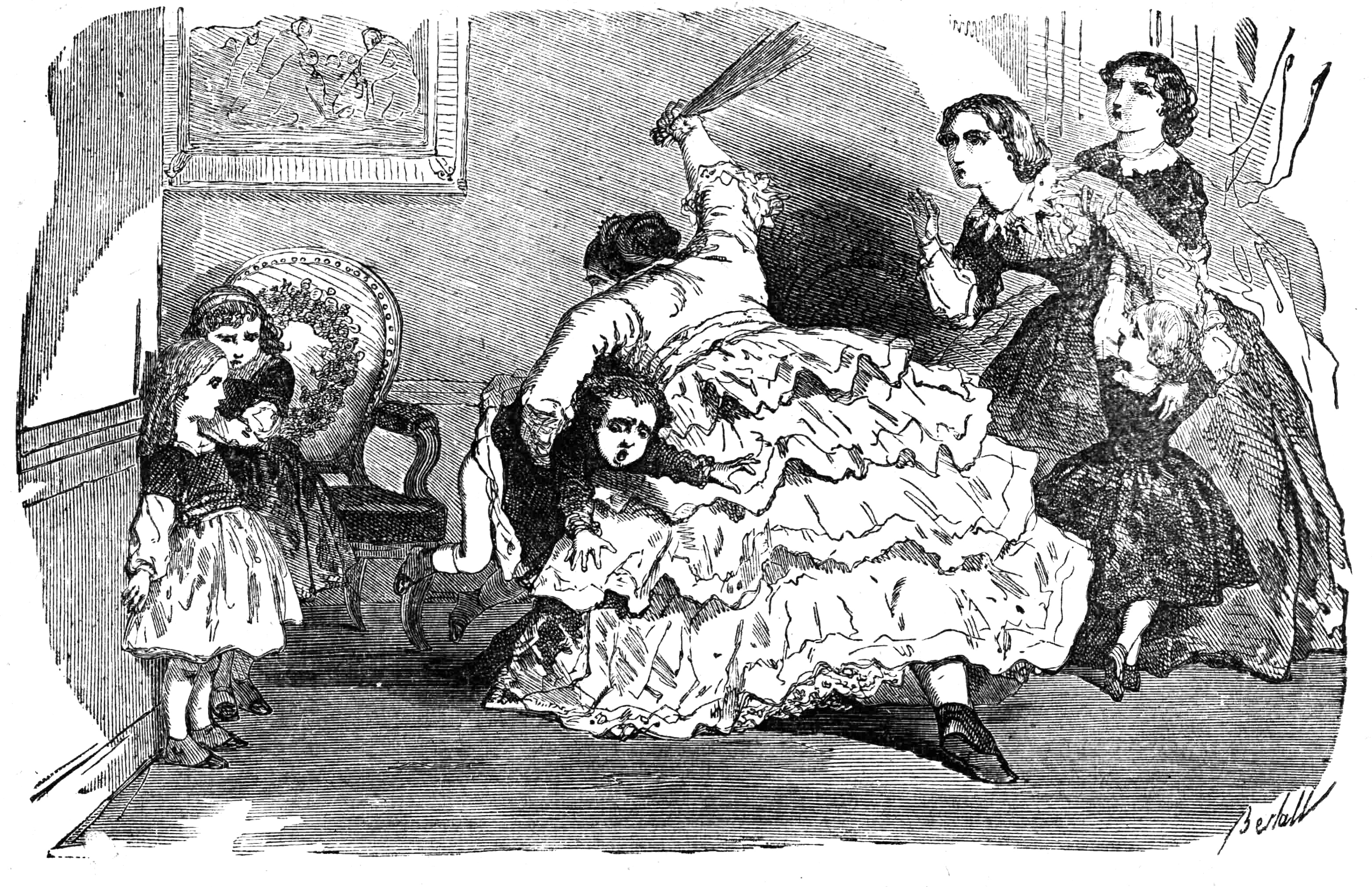
Ілюстрація до повісті «Зразкові дівчатка».

До літературної творчості графиня де Сеґюр звернулася в 57 років і написала в цілому два з половиною десятка книг. Можливо, це сталося під впливом автора « Паризьких таємниць» Ежена Сю і католицького письменника Луї Вейо — обидва часто відвідували садибу Нуетт. Спочатку вона призначала свої твори виключно для власних онуків (всього їх у письменниці було 20), однак її книга «Нові чарівні казки», проілюстрована знаменитим Гюставом Доре і випущена в що стала згодом знаменитої колекції «Рожева бібліотека», здобула великий успіх у читачів. В результаті видавництво «Hachette» запропонувало графині опублікувати інші її твори, і 1859 року Софія Федорівна передала цьому видавництву ексклюзивні права на видання своїх книг. Невелика брошура «Здоров'я дітей» дещо здивувала читачів містилися в ній настановами і рецептами (так, як засіб від коклюшу автор рекомендував настоянку беладони). Велика частина прозових творів графині спочатку друкувалася в журнальному варіанті (на сторінках тижневика «La Semaine des Enfants»), у вигляді роману-фейлетону. Найвідоміша книга графині де Сеґюр — «Софіїні витівки» — стала в другій половині століття справжнім бестселером. «Софіїні витівки», «Зразкові дівчатка» і «Канікули» утворюють свого роду трилогію, насичену автобіографічним початком. Трилогія звернена в першу чергу до маленьких дітей, проте в ній чимало жорстоких і трагічних епізодів, які змусили деяких дослідників порівнювати графиню де Сеґюр з маркізом де Садом.

### Твори графині де Сеґюр в оцінці письменників і критиків
Книги Софії де Сеґюр високо цінувала Марина Цвєтаєва, яка написала в своєму щоденнику за 1920 рік: «Вся моя „Сонечка“ виключно в дусі пані де Сеґюр». Набагато критичніше оцінював твори письменниці Володимир Набоков, дорікає графині де Сеґюр в «вульгарній сентиментальності».
Сучасні французькі дослідники знаходять перегукування між творами графині де Сеґюр і російською класичною літературою (Лев Толстой, Достоєвський). З французьких письменників на неї вплинули Руссо, Жорж Санд і Бальзак (її іноді навіть називали Бальзаком для дітей). Сюжет останнього роману письменниці, «Після дощу», іноді пов'язують з впливом «Графа Монте-Крісто» Дюма і «Хатина дядька Тома» Гаррієт Бічер-Стоу.

## Твори

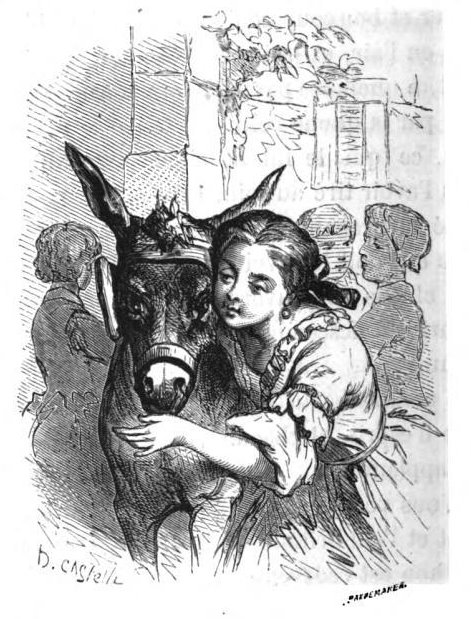
Орас Кастеллі. Ілюстрація до роману «Записки осла».

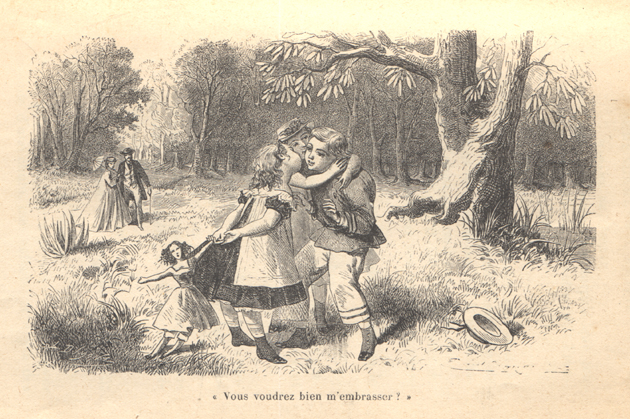
Ілюстрація до роману «Щастя Гаспара».

- «Здоров'я дітей» («La santé des enfants», 1857).
- «Дитячий молитовник» («Livre de messe des petits enfants», 1857).
- «Нові чарівні казки» («Nouveaux contes des fées pour les petits enfants», 1857, рос. Пер. 1915).
- «Біди Софії» («Les malheurs de Sophie», 1858, рос. Пер. 1864, не +1869, 1912).
- «Зразкові дівчатка» («Les Petites Filles modèles», 1858, рос. Пер. 1868).
- «Вакації» («Les Vacances», 1858, рос. Пер. 1870).
- «Мемуари віслюка» («Mémoires d'un âne», 1860, рос. Пер. 1864).
- «Сестра Грібуйля» («La sœur de Gribouille», 1862).
- «Бідний Блез» («Pauvre Blaise», 1861).
- «Два нетями» («Les Deux nigauds», 1862).
- «Милі діти» («Les bons enfants», 1862).
- «Заїжджий двір Ангела-Хранителя» («L'Auberge de l'ange gardien», 1863 рус. Пер. 2001).
- «Генерал Дуракін» («Le général Dourakine», 1863 рус. Пер. 2009).
- «Франсуа-горбань» («François le bossu», 1864, рос. Пер. Під назв. «Маленький горбань», 1912).
- «Добре мале чортеня» («Un bon petit diable», 1864, рос. Пер. 1908).
- «Бабусине Євангеліє» («Evangile d'une grand'mère», 1865).
- «Жан-бурчун і Жан-сміхотун» («Jean qui grogne et Jean qui rit», 1865).
- «Комедії і прислів'я» «Comédies et proverbes», 1866).
- «Щастя Гаспара» («La Fortune de Gaspard», 1866).
- «Що за любов до дитини!» («Quel amour d'enfant!», 1867).
- «Злий геній» («Le mauvais génie», 1867).
- «Діяння Апостолів» (Les Actes des apôtres, 1868).
- «Ділуа-сажотрус» («Diloy le chemineau», 1868).
- «Бабусина Біблія» («Bible d'une grand-mère», 1869).
- «Після дощику в четвер» («Après la pluie le beau temps», 1871, рос. Пер. Під назвою «Після грози», 1911).

## Екранізація
«Софіїні витівки» неодноразово екранізувалися, в тому числі засобами мультиплікації («Витівки Софі»). Ігрові фільми по «Сонїних витівках» і роману «Добре маленьке чортеня» зняв відомий французький актор Жан-Клод Бріалі. Є також анімаційна версія «Записок осла» («Кадішон, або мемуари ослика»). Екранізацію роману «Щастя Гаспара» здійснив відомий актор і режисер Жерар Блен.